# Новоандріївка (Миколаївський район)
Новоандрі́ївка — село в Україні, в Ольшанській селищній громаді Миколаївського району Миколаївської області. Населення становить 173 особи.

## Населення

### Мова
Розподіл населення за рідною мовою за даними перепису 2001 року:
| Мова       | Кількість | Відсоток |
| ---------- | --------- | -------- |
| українська | 158       | 91.33%   |
| російська  | 14        | 8.09%    |
| румунська  | 1         | 0.58%    |
| Усього     | 173       | 100%     |